# Södra Kedums församling
Södra Kedums församling var en församling i Skara stift och i Vara kommun. Församlingen uppgick 2002 i Ryda församling. 

## Administrativ historik
Församlingen har medeltida ursprung. Namnet var före 1 januari 1886 Kedums församling och under medeltiden även Barknakidhems församling.
Församlingen var till 2002 annexförsamling i pastoratet Ryda, Naum och (Södra) Kedum som tidigt även omfattade Halvås församling. Församlingen uppgick 2002 i Ryda församling.

## Kyrkor
- Södra Kedums kyrka